# Buchy (Moselle)

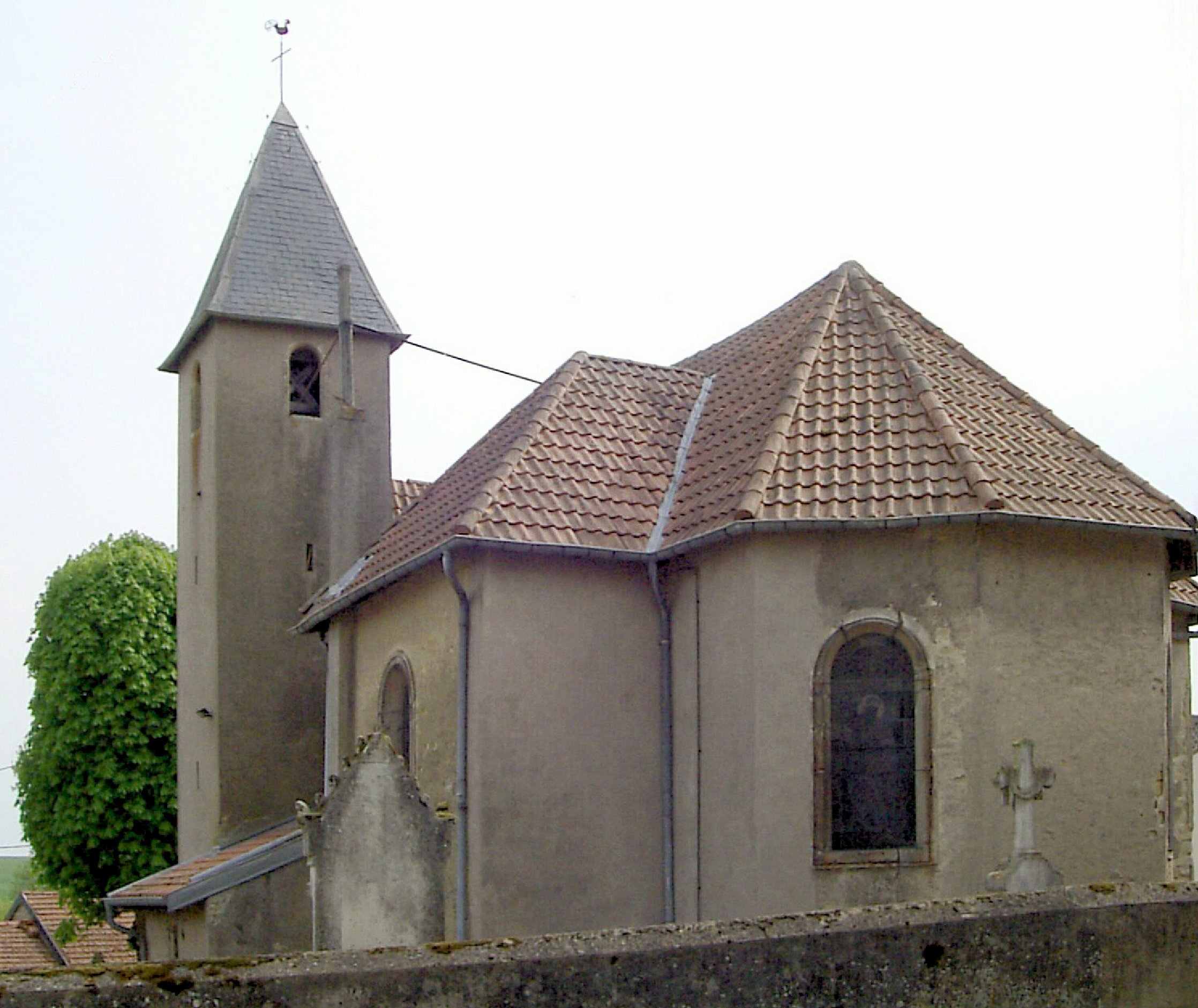
Kirche St. Pierre

Buchy ist eine französische Gemeinde mit 98 Einwohnern (Stand 1. Januar 2022) im Département Moselle in der Region Grand Est (bis 2015 Lothringen). Sie gehört zum Arrondissement Metz und zum Gemeindeverband Sud Messin.

## Geographie
Buchy liegt in Lothringen, 18 Kilometer südöstlich von Metz und sechs Kilometer südöstlich von Verny an der Kreuzung der Fernstraßen Metz–Château-Salins und Pont-à-Mousson–Saint-Avold. 
Unmittelbar westlich der Gemeinde befindet sich der Flughafen Metz-Nancy-Lothringen.

## Geschichte
Das Dorf gehörte früher zum Bistum Metz.
Die Kirche St. Pierre ist 1770 erbaut worden.
Durch den Frankfurter Frieden vom 10. Mai 1871 kam die Region an das deutsche Reichsland Elsaß-Lothringen, und das Dorf wurde dem Landkreis Metz im Bezirk Lothringen zugeordnet. Die Dorfbewohner betrieben Getreide-, Obst- und Gemüsebau.
Nach dem Ersten Weltkrieg musste die Region aufgrund der Bestimmungen des Versailler Vertrags 1919 an Frankreich abgetreten werden. Im Zweiten Weltkrieg war die Region von der deutschen Wehrmacht besetzt.
Das kleine Dorf trug von 1915 bis 1918 und von 1940 bis 1944 den deutschen Namen Buchingen.

### Demographie
| Anzahl Einwohner seit Ende des Zweiten WeLtkriegs | Anzahl Einwohner seit Ende des Zweiten WeLtkriegs | Anzahl Einwohner seit Ende des Zweiten WeLtkriegs | Anzahl Einwohner seit Ende des Zweiten WeLtkriegs | Anzahl Einwohner seit Ende des Zweiten WeLtkriegs | Anzahl Einwohner seit Ende des Zweiten WeLtkriegs | Anzahl Einwohner seit Ende des Zweiten WeLtkriegs | Anzahl Einwohner seit Ende des Zweiten WeLtkriegs | Anzahl Einwohner seit Ende des Zweiten WeLtkriegs |
| ------------------------------------------------- | ------------------------------------------------- | ------------------------------------------------- | ------------------------------------------------- | ------------------------------------------------- | ------------------------------------------------- | ------------------------------------------------- | ------------------------------------------------- | ------------------------------------------------- |
| Jahr                                              | 1962                                              | 1968                                              | 1975                                              | 1982                                              | 1990                                              | 1999                                              | 2007                                              | 2019                                              |
| Einwohner                                         | 92                                                | 83                                                | 69                                                | 86                                                | 81                                                | 76                                                | 114                                               | 95                                                |